# 露丝·B
露丝·贝尔赫（英語：Ruth Berhe，1995年7月2日—），艺名露丝·B（Ruth B.），是一名来自加拿大阿尔伯塔省埃德蒙顿的唱作歌手。2013年初，她在Vine上开始演唱歌曲。2015年11月，她发行了她的首张迷你专辑《The Intro》。2017年5月5日，她发行了她的首张专辑《Safe Haven》。截至2022年1月，该专辑在Spotify上获得了超过11.51亿的播放量。截至2022年1月，她的热门单曲〈Lost Boy〉上积累了超过6.5亿的播放量，她的YouTube频道共收到3.68亿的浏览量。